# Seven Valleys
Seven Valleys és una població dels Estats Units a l'estat de Pennsilvània. Segons el cens del 2000 tenia 492 habitants.

## Demografia
Segons el cens del 2000, Seven Valleys tenia 492 habitants, 188 habitatges, i 134 famílies. La densitat de població era de 166,6 habitants/km².
Dels 188 habitatges en un 32,4% hi vivien nens de menys de 18 anys, en un 58% hi vivien parelles casades, en un 9,6% dones solteres, i en un 28,2% no eren unitats familiars. En el 21,8% dels habitatges hi vivien persones soles l'11,2% de les quals corresponia a persones de 65 anys o més que vivien soles. El nombre mitjà de persones vivint en cada habitatge era de 2,62 i el nombre mitjà de persones que vivien en cada família era de 3,02.
Per edats la població es repartia de la següent manera: un 26,2% tenia menys de 18 anys, un 9,1% entre 18 i 24, un 30,1% entre 25 i 44, un 20,5% de 45 a 60 i un 14% 65 anys o més.
L'edat mediana era de 36 anys. Per cada 100 dones de 18 o més anys hi havia 97,3 homes.
La renda mediana per habitatge era de 43.542$ i la renda mediana per família de 45.000$. Els homes tenien una renda mediana de 31.591$ mentre que les dones 21.912$. La renda per capita de la població era de 17.544$. Entorn del 2,3% de les famílies i el 4,5% de la població estaven per davall del llindar de pobresa.

## Poblacions més properes
El següent diagrama mostra les poblacions més properes.